# Zapasy na Letnich Igrzyskach Olimpijskich 1904
Rezultaty zawodów zapaśniczych podczas LIO 1904 w St. Louis.

## Styl wolny

### Waga papierowa (do 47,63 kg)
| Lp. | Państwo           | Zawodnik             |
| --- | ----------------- | -------------------- |
| 1.  | Stany Zjednoczone | Robert Curry         |
| 2.  | Stany Zjednoczone | John Hein            |
| 3.  | Szwajcaria        | Gustav Thiefenthaler |

### Waga musza (do 52,16 kg)
| Lp. | Państwo           | Zawodnik       |
| --- | ----------------- | -------------- |
| 1.  | Stany Zjednoczone | George Mehnert |
| 2.  | Stany Zjednoczone | Gustav Bauer   |
| 3.  | Stany Zjednoczone | William Nelson |

### Waga kogucia (do 56,70 kg)
| Lp. | Państwo           | Zawodnik       |
| --- | ----------------- | -------------- |
| 1.  | Stany Zjednoczone | Isidor Niflot  |
| 2.  | Stany Zjednoczone | August Wester  |
| 3.  | Stany Zjednoczone | Louis Strebler |

### Waga piórkowa (do 61,24 kg)
| Lp. | Państwo           | Zawodnik          |
| --- | ----------------- | ----------------- |
| 1.  | Stany Zjednoczone | Benjamin Bradshaw |
| 2.  | Stany Zjednoczone | Theodore McLear   |
| 3.  | Stany Zjednoczone | Charles Clapper   |

### Waga lekka (do 65,27 kg)
| Lp. | Państwo           | Zawodnik       |
| --- | ----------------- | -------------- |
| 1.  | Stany Zjednoczone | Otto Roehm     |
| 2.  | Stany Zjednoczone | Rudolph Tesiny |
| 3.  | Stany Zjednoczone | Albert Zirkel  |

### Waga półśrednia (do 71,67 kg)
| Lp. | Państwo           | Zawodnik         |
| --- | ----------------- | ---------------- |
| 1.  | Norwegia          | Charles Ericksen |
| 2.  | Stany Zjednoczone | William Beckman  |
| 3.  | Stany Zjednoczone | Jerry Winholtz   |

### Waga ciężka (powyżej 71,67 kg)
| Lp. | Państwo              | Zawodnik        |
| --- | -------------------- | --------------- |
| 1.  | Norwegia             | Bernhoff Hansen |
| 2.  | Cesarstwo Niemieckie | Frank Kugler    |
| 3.  | Stany Zjednoczone    | Fred Warmboldt  |

## Tabela medalowa
| Poz. | Państwo              |   |   |   | Łącznie |
| ---- | -------------------- | - | - | - | ------- |
| 1    | Stany Zjednoczone    | 5 | 6 | 6 | 17      |
| 2    | Norwegia             | 2 | 0 | 0 | 2       |
| 3    | Cesarstwo Niemieckie | 0 | 1 | 0 | 1       |
| 4    | Szwajcaria           | 0 | 0 | 1 | 1       |